# Bekering van de H. Bavo
De Bekering van de H. Bavo is een altaarstuk door Peter Paul Rubens dat zich bevindt in de Sint-Baafskathedraal te Gent.

## Inhoud
De Merovingische graaf Allowin van Haspengouw, de latere Heilige Bavo, is het onderwerp van dit werk. Hij bekeerde zich na de dood van zijn vrouw, verliet zijn losbandig leven en werd benedictijn. Twee belangrijke gebeurtenissen uit zijn leven zijn uitgebeeld op het schilderij: Bavo's intrede in het klooster (dat later naar hem werd genoemd: de Sint-Baafsabdij), en het uitdelen van zijn bezittingen onder de armen. De onderlinge verbinding gebeurt door de opstijgende treden die benadrukken dat er door de bekering een afstand was ontstaan tussen de heilige en de wereld. Bovenaan de trap wordt Bavo in het klooster ontvangen door bisschop Amandus en Abt Floribert. Op de voorgrond verdringen de armen zich om de gaven in ontvangst te nemen. Onderaan links is het wapen aangebracht van de opdrachtgever. De diagonale trapconstructie en de bonte en bewogen compositie heeft een Venetiaanse inslag.
Onder de vrouwen links bevinden zich waarschijnlijk Gertrudis van Nijvel en Begga, die later Bavo's voorbeeld navolgden en in het klooster traden. Een van hen draagt een grote 'gehoornde' linnen kap, die in de 15de eeuw in de Nederlanden in de mode was. Rubens kleedde zijn Merovingische personages in middeleeuwse stijl, maar gebruikte daarvoor kostuumelementen die niet bij de juiste periode passen.

## Opdracht en geschiedenis

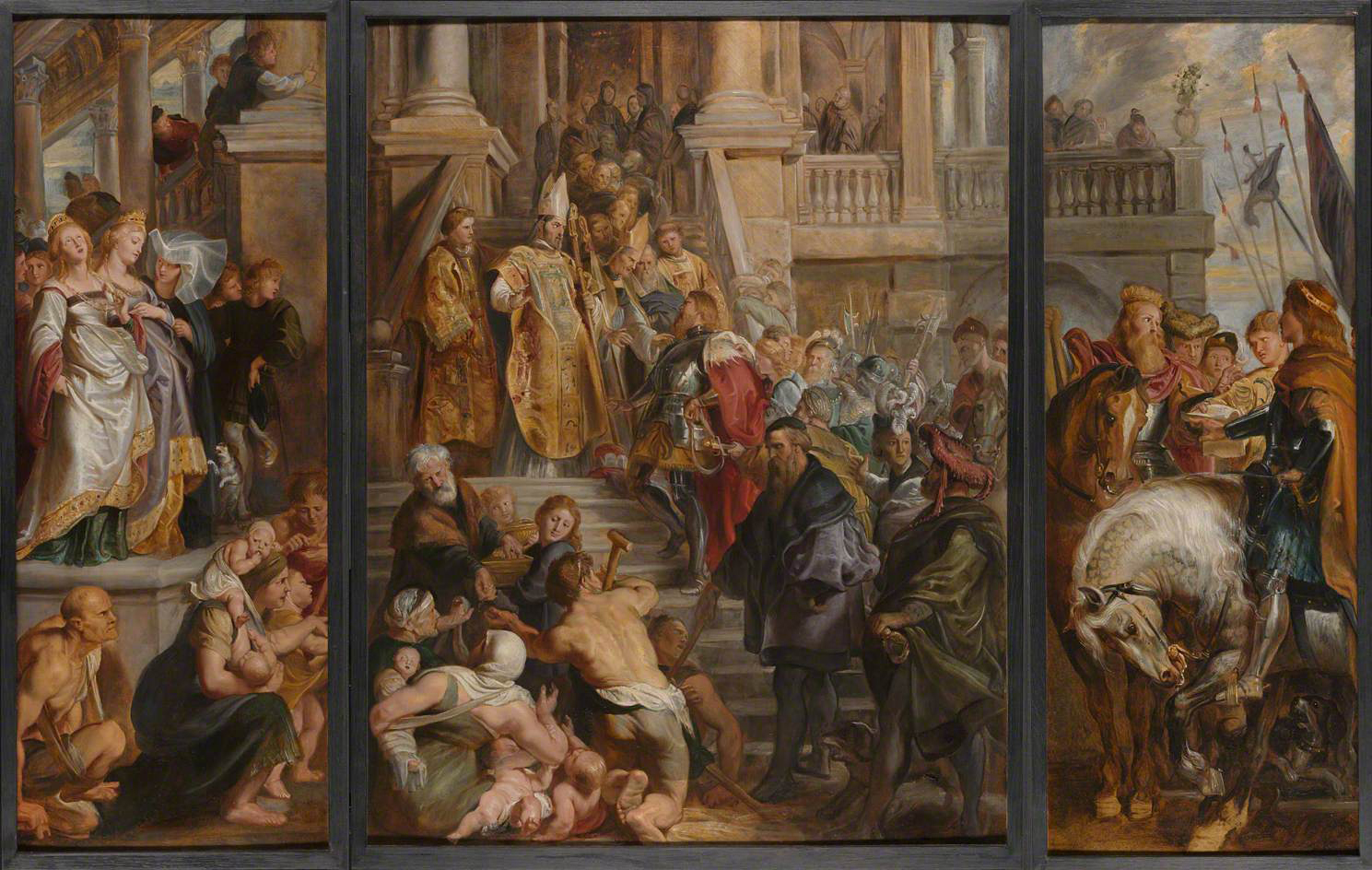
Olieverfschets uit 1611-12, National Gallery (Londen)

Dit monumentale altaarstuk werd in de jaren 1623-24 door Rubens vervaardigd in opdracht van bisschop Antoon Triest (1577-1657) voor het hoog-altaar van de Sint-Baafskathedraal in Gent. Men weet van twee betalingen aan Rubens - 600 gulden en 1000 gulden, in 1626 - maar het is mogelijk dat dit niet het volledige bedrag was.
Meer dan tien jaar eerder, in 1612, werd Rubens belast met de opdracht een ontwerp ervoor te maken door bisschop Carolus Maes, maar die overleed op 21 mei 1612 en zijn opvolgers Frans van der Burch en Jacobus Boonen lieten het ontwerp niet uitvoeren.Het was toen nog opgevat in de vorm van een drieluik, zoals te zien is in de ontwerpschets (in de National Gallery in Londen).
De Bekering van de H. Bavo was bestemd om geplaatst te worden in een stenen hoogaltaar vervaardigd door Robert Colyn de Nole. In 1702 besliste men dit altaar af te breken en te vervangen door een altaar (zonder schilderij) van Hendrik Frans Verbruggen. Wellicht begin 1702 werd Rubens' werk overgebracht naar de Sint-Sebastiaanskapel in de kerk. In 1794 werd het door de Fransen uit de kerk weggehaald en naar Parijs overgebracht; nadat het in 1811 naar het Brussels Museum werd gestuurd, en in 1817 naar het Gents Museum, kwam het uiteindelijk in 1825 naar de kathedraal terug.
De transfiguratie (1604-05) · Portret van de kunstenaar en zijn vrouw in een prieel van kamperfoelie (1609) · Kruisoprichting (1610) · Kruisafneming (1611) · De verrijzenis van Christus (1611-12) · De vier filosofen (1611-1612) · Het verschijnen van de Heilige Geest aan de Heilige Teresa van Avila (1612-14) · De ontdekking van Romulus en Remus (circa 1613) · De Rockoxtriptiek (1613-15) · De onthoofding van de heilige Catharina van Alexandrië (circa 1615) · Kruisafneming (1616-17) · Oude vrouw en jongen met kaarsen (1616-1617) · Medusa (ca. 1617) · Het aardse paradijs met de zondeval van Adam en Eva (ca. 1617) · De verloren zoon (1618) · De heilige Maria Magdalena in extase (1619-20)· De drie gratiën (1620-23) · Diana en haar nimfen maken zich klaar voor de jacht (1623-24) · Bekering van de H. Bavo (1623-24) · Heilige Rochus door Christus aangesteld tot patroon van de pestlijders (1623-26) · Aanbidding der Koningen (1624) · Portret van Matthaeus Yrsselius (circa 1624) · Tenhemelopneming van Maria (1625-26) · Portret van Anna van Oostenrijk (1625-26) · Angelica en de kluizenaar (1626-28) · De ontvoering van Europa (1628-29) · Laatste Avondmaal (1631-32) · Franciscus van Assisi ontvangt de stigmata (1633) · De roof van de Sabijnse maagden (1634-36) · Dans van dorpelingen en mythische figuren (1635) · Herfstlandschap met uitzicht op het Steen (1636) · De hond van Hercules ontdekt het purper (ca. 1636) · Saturnus verslindt een zoon (ca. 1636-37) · Het pelsken (ca. 1636-38)